# Thaon
Thaon és un municipi francès situat al departament de Calvados i a la regió de Normandia. L'any 2007 tenia 1.470 habitants.

## Demografia

### Població
El 2007 la població de fet de Thaon era de 1.470 persones. Hi havia 542 famílies de les quals 95 eren unipersonals (36 homes vivint sols i 59 dones vivint soles), 162 parelles sense fills, 249 parelles amb fills i 36 famílies monoparentals amb fills.
La població ha evolucionat segons el següent gràfic:
Habitants censats

### Habitatges
El 2007 hi havia 570 habitatges, 542 eren l'habitatge principal de la família, 9 eren segones residències i 19 estaven desocupats. 538 eren cases i 33 eren apartaments. Dels 542 habitatges principals, 462 estaven ocupats pels seus propietaris, 74 estaven llogats i ocupats pels llogaters i 6 estaven cedits a títol gratuït; 4 tenien una cambra, 21 en tenien dues, 56 en tenien tres, 86 en tenien quatre i 375 en tenien cinc o més. 443 habitatges disposaven pel capbaix d'una plaça de pàrquing. A 194 habitatges hi havia un automòbil i a 319 n'hi havia dos o més.

### Piràmide de població
La piràmide de població per edats i sexe el 2009 era:
| Homes | Edats   | Dones |
| ----- | ------- | ----- |
| 0     | 95 o +  | 0     |
| 4     | 90 a 94 | 4     |
| 0     | 85 a 89 | 4     |
| 4     | 80 a 84 | 8     |
| 12    | 75 a 79 | 8     |
| 16    | 70 a 74 | 12    |
| 16    | 65 a 69 | 24    |
| 36    | 60 a 64 | 40    |
| 48    | 55 a 59 | 32    |
| 52    | 50 a 54 | 56    |
| 64    | 45 a 49 | 72    |
| 48    | 40 a 44 | 36    |
| 68    | 35 a 39 | 56    |
| 40    | 30 a 34 | 72    |
| 40    | 25 a 29 | 24    |
| 36    | 20 a 24 | 36    |
| 40    | 15 a 19 | 24    |
| 64    | 10 a 14 | 40    |
| 72    | 5 a 9   | 56    |
| 52    | 0 a 4   | 40    |

## Economia
El 2007 la població en edat de treballar era de 1.010 persones, 742 eren actives i 268 eren inactives. De les 742 persones actives 702 estaven ocupades (355 homes i 347 dones) i 40 estaven aturades (16 homes i 24 dones). De les 268 persones inactives 104 estaven jubilades, 124 estaven estudiant i 40 estaven classificades com a «altres inactius».

### Ingressos
El 2009 a Thaon hi havia 551 unitats fiscals que integraven 1.527 persones, la mediana anual d'ingressos fiscals per persona era de 21.742,5 €.

### Activitats econòmiques
Dels 40 establiments que hi havia el 2007, 1 era d'una empresa extractiva, 1 d'una empresa alimentària, 1 d'una empresa de fabricació d'altres productes industrials, 7 d'empreses de construcció, 3 d'empreses de comerç i reparació d'automòbils, 6 d'empreses de transport, 2 d'empreses d'hostatgeria i restauració, 1 d'una empresa d'informació i comunicació, 1 d'una empresa financera, 1 d'una empresa immobiliària, 5 d'empreses de serveis, 6 d'entitats de l'administració pública i 5 d'empreses classificades com a «altres activitats de serveis».
Dels 11 establiments de servei als particulars que hi havia el 2009, 1 era una oficina de correu, 1 taller de reparació d'automòbils i de material agrícola, 1 paleta, 2 fusteries, 2 lampisteries, 1 electricista, 2 perruqueries i 1 restaurant.
Dels 2 establiments comercials que hi havia el 2009, 1 era una botiga de més de 120 m² i 1 una botiga de menys de 120 m².
L'any 2000 a Thaon hi havia 9 explotacions agrícoles.

## Equipaments sanitaris i escolars
L'únic equipament sanitari que hi havia el 2009 era una farmàcia.
El 2009 hi havia una escola elemental.

## Poblacions més properes
El següent diagrama mostra les poblacions més properes.